# NGC 6359
NGC 6359 је елиптична галаксија у сазвежђу Змај која се налази на NGC листи објеката дубоког неба.
Деклинација објекта је + 61° 46' 51" а ректасцензија 17h 17m 53,0s. Привидна величина (магнитуда) објекта NGC 6359 износи 12,6 а фотографска магнитуда 13,6. NGC 6359 је још познат и под ознакама UGC 10804, MCG 10-25-1, CGCG 299-72, CGCG 300-5, PGC 60025.